# ユースタス・ロレーン
ユースタス・ロレーン（Eustace Broke Loraine、1879年9月3日 - 1912年7月5日）はイギリスの航空の開拓者であり、イギリス陸軍航空隊で最初に航空機事故で殉職した将校である。

## 来歴
11代准男爵ランブトン・ロレーンの長男として生まれた。南アフリカのGrenadier Guardsに従軍した後、1902年の夏イギリスに戻り、その後ナイジェリアのラゴスの司令部のスタッフとして従軍し、後にイギリス空軍の父と呼ばれることになるヒュー・トレンチャードの1907年から1908年にかけての遠征に部隊長として参加した。1909年ナイジェリアに駐留中に、ルイ・ブレリオのドーバー海峡横断飛行のニュースを知って、好奇心を刺激され飛行について知ろうと決意した。
国費で飛行訓練を受け、1911年11月7日イギリス飛行クラブから#154の航空ライセンスを得た 。アイルランドに駐留するトレチャードに飛行技術の習熟を報告し、1912年の春か夏にはトレチャードにも飛行を学ぶことを勧めたので、トレチャードは第一次世界大戦中にフランスで航空隊の指揮を行い、その後イギリス空軍の最初の長官となった。

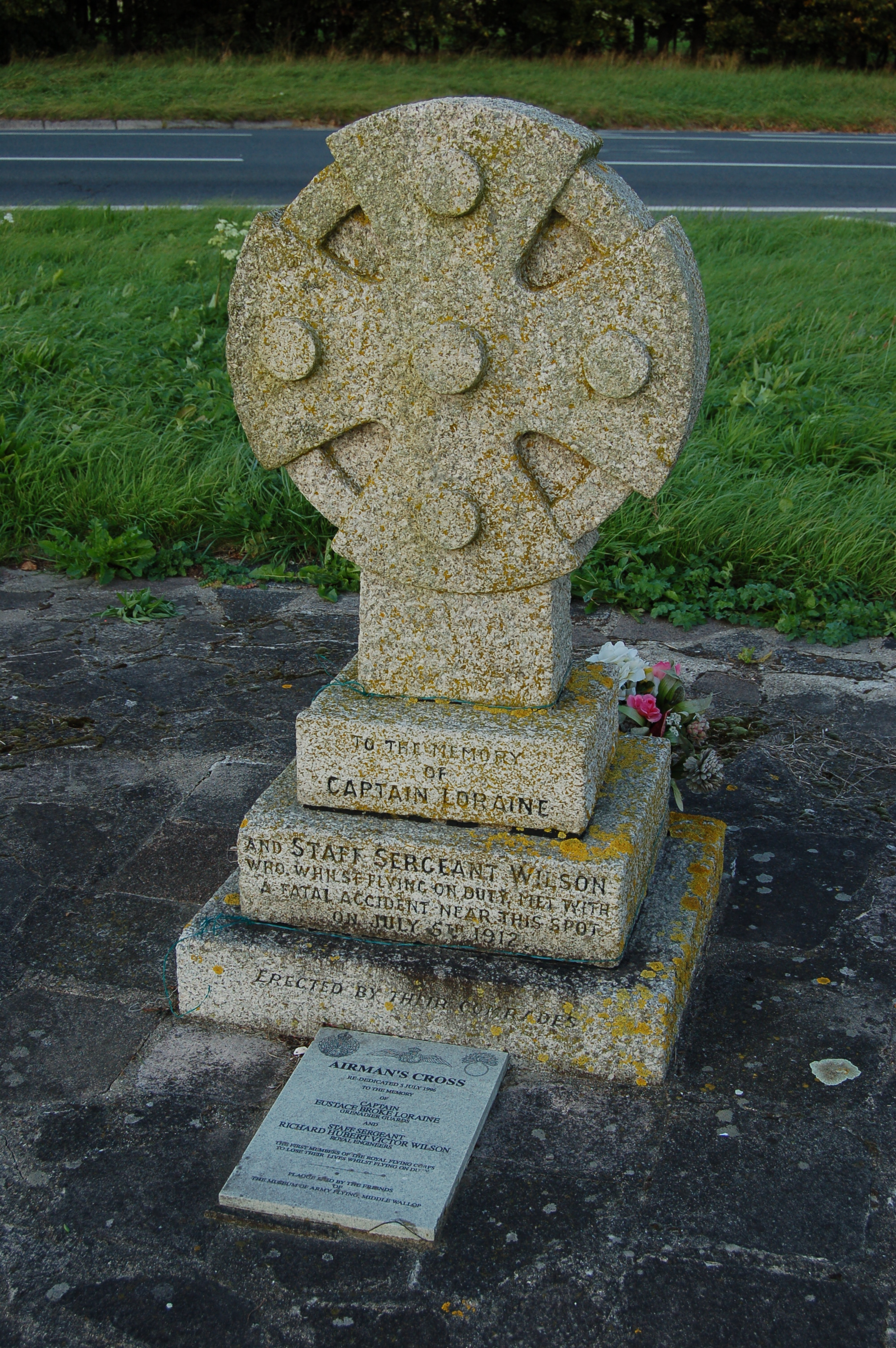
ロレーンとウイルソンの記念碑

ロレーンは1911年のうちか1912年の初めまでに、ラークヒルに基地をおいた航空大隊(Air Battalion)の第2隊、（1912年5月12日、イギリス陸軍航空隊が設立されるとNo3飛行戦隊に改称された）に配属された。2月後の、1912年7月5日にロレーンと観測士のR・H・V・ウイルソン軍曹はニューポール単葉機でラークヒルを訓練飛行で飛び立った。急旋回を行った時、飛行機は墜落、ウィルソンは即死し、ロレーンは墜落後しばらくしてから死亡した。ウィルソンとロレーンは、イギリス航空隊で航空機事故による最初の殉職者となった。
ロレーンらが墜落した、ストーンヘンジ西1マイルほどの十字路に、エアマンズクロスと呼ばれる十字架の記念碑が建てられている。